# Juana Maria
Juana Maria (falecida em 19 de outubro de 1853), mais conhecida na história como a Mulher Solitária da Ilha de San Nicolas (seu nome nativo americano é desconhecido), era uma mulher nativa americana que foi o último membro sobrevivente de sua tribo, o Nicoleño. Ela morou sozinha na ilha de San Nicolas, na costa da Califórnia, de 1835 até seu resgate em 1853. O premiado romance infantil de Scott O'Dell, Island of the Blue Dolphins (1960), foi inspirado em sua história. Ela foi o último falante nativo da língua Nicoleño.

## Biografia

### Contexto
As Ilhas do Canal têm sido habitadas por seres humanos, com a colonização dos nativos americanos ocorrendo 10.000 anos atrás ou antes. Na época do contato europeu, dois grupos étnicos distintos ocupavam o arquipélago: os Chumash viviam nas Ilhas do Canal do Norte e os Tongva nas Ilhas do Sul (a tribo de Juana Maria, a Nicoleño, era Tongva). No início da década de 1540, o conquistador espanhol (ou português, segundo alguns relatos), Juan Rodríguez Cabrillo explorou a costa da Califórnia, reivindicando-a em nome da Espanha.

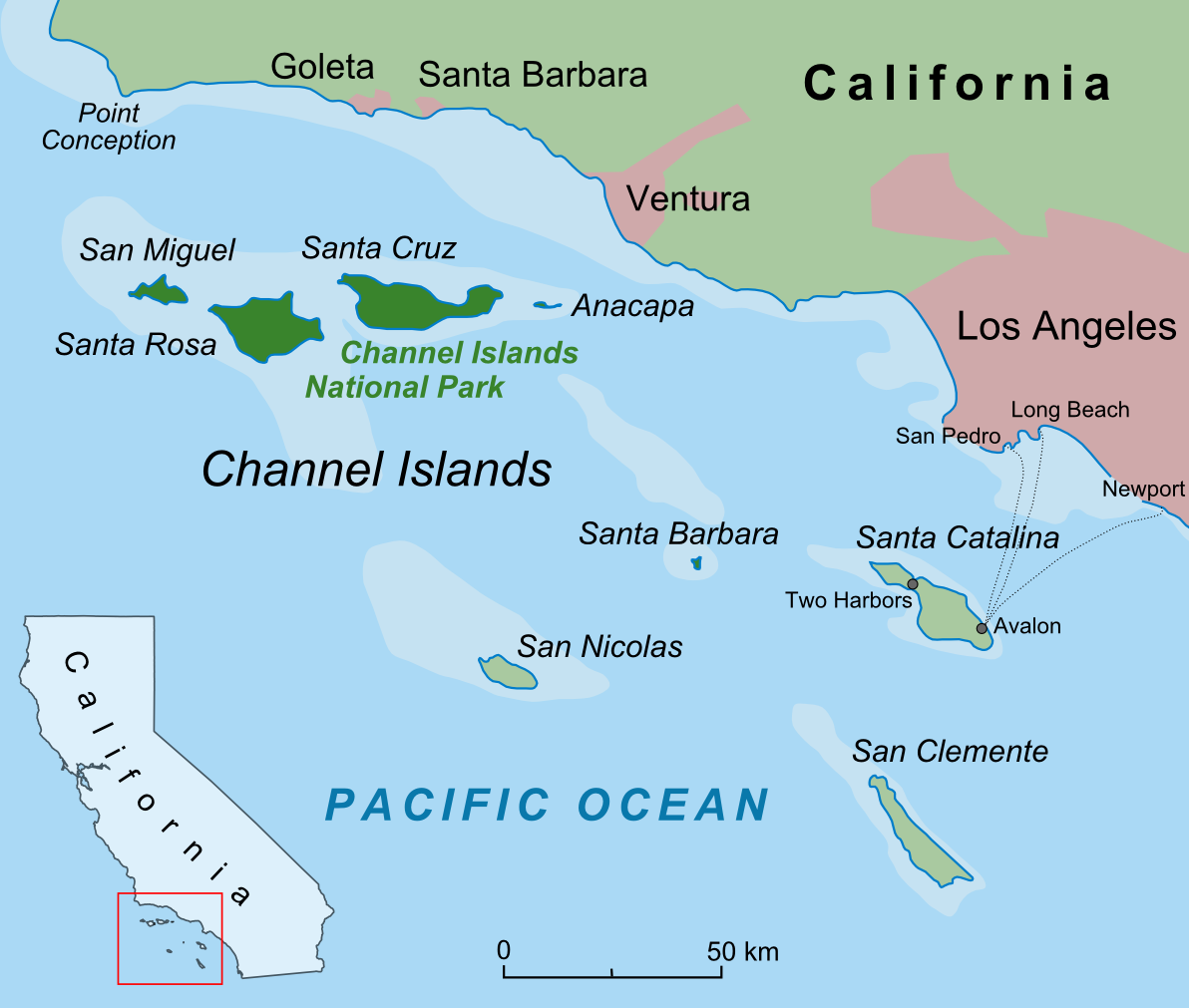
San Nicolas é a mais remota das Ilhas do Canal do Sul (mostrada em verde claro). Semi-árido e amplamente árido, está localizado a 60 mi da costa continental.

### Chegada dos caçadores de peles
Em 1814, um grupo de caçadores de lontras nativos do Alasca que trabalhavam para a Companhia Russo-Americana (RAC), massacrou a maioria dos ilhéus depois de acusá-los de matar um caçador nativo do Alasca.
Embora houvesse especulações de que os padres franciscanos das missões da Califórnia solicitassem que os restantes Nicoleños fossem removidos da ilha, não há evidências documentais para apoiar essa alegação. As missões estavam em processo de secularização na década de 1830 e não havia sacerdote franciscano na Missão San Gabriel, de meados de 1835 até a primavera de 1836, para receber quaisquer Nicoleños trazidos para o continente. No final de novembro de 1835, a escuna Peor es Nada, comandada por Charles Hubbard, deixou o sul da Califórnia para remover as pessoas que moravam em San Nicolas. Ao chegar à ilha, a festa de Hubbard, que incluía Isaac Sparks, reuniu os índios na praia e os trouxe a bordo. Juana Maria, no entanto, não estava entre eles quando uma forte tempestade surgiu, e a equipe do Peor es Nada, percebendo o perigo iminente de ser destruído pelas ondas e pelas ondas, entrando em pânico e navegando em direção ao continente, deixando-a para trás. Uma versão mais romântica fala de Juana Maria mergulhando no mar depois de perceber que seu irmão mais novo havia sido deixado para trás, embora o arqueólogo Steven J. Schwartz observe: "A história de seu salto ao mar não aparece até a década de 1880... Até então, a era vitoriana já estava em andamento, e a literatura assume um sabor florido e até romântico." Esta versão é gravada pelo eventual salvador de Juana Maria, George Nidever, que ouviu de um caçador que esteve no Peor es Nada; no entanto, Nidever deixa claro que pode estar se lembrando mal do que ouviu.

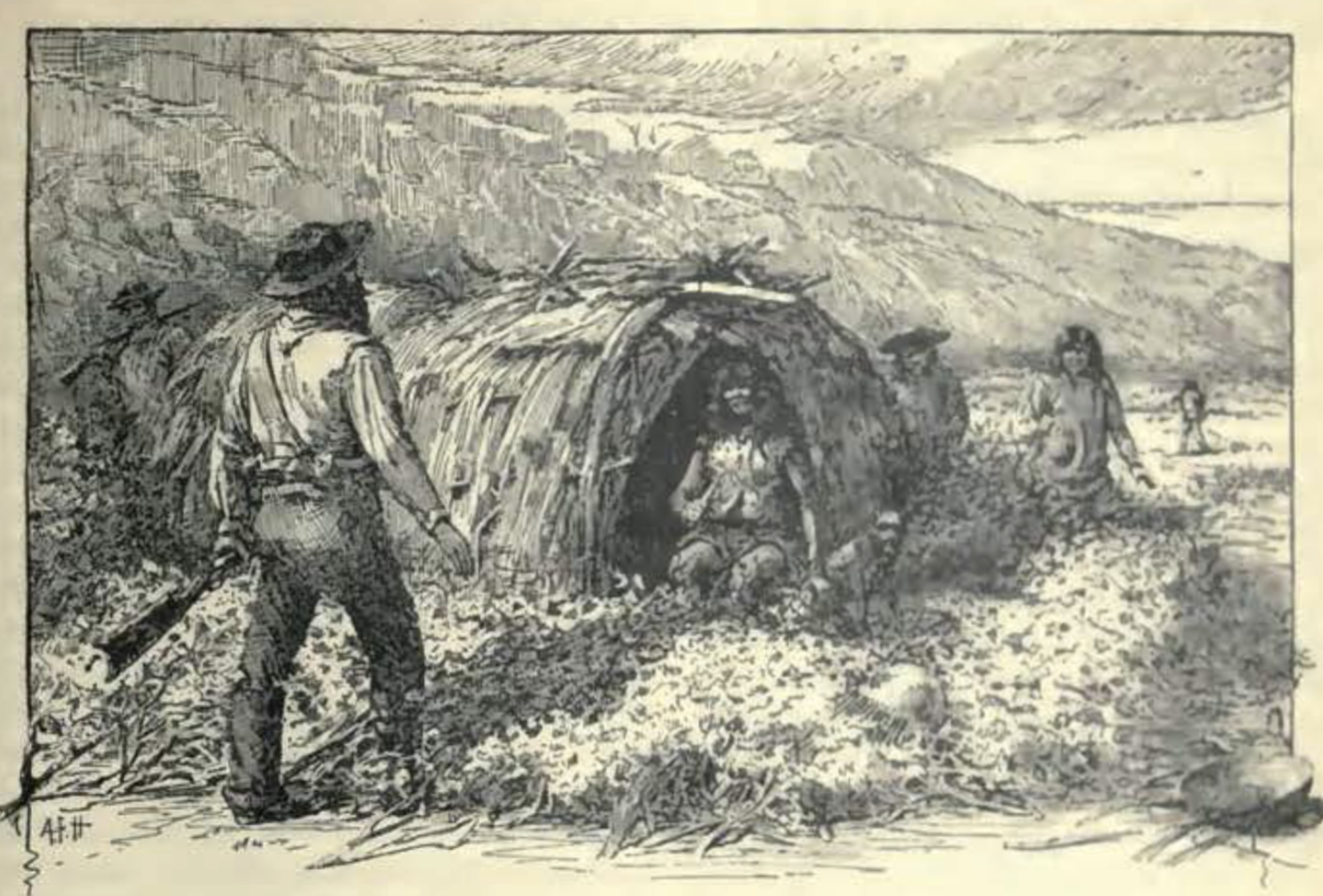
Ilustração de 1893 de Juana Maria

### Descoberta

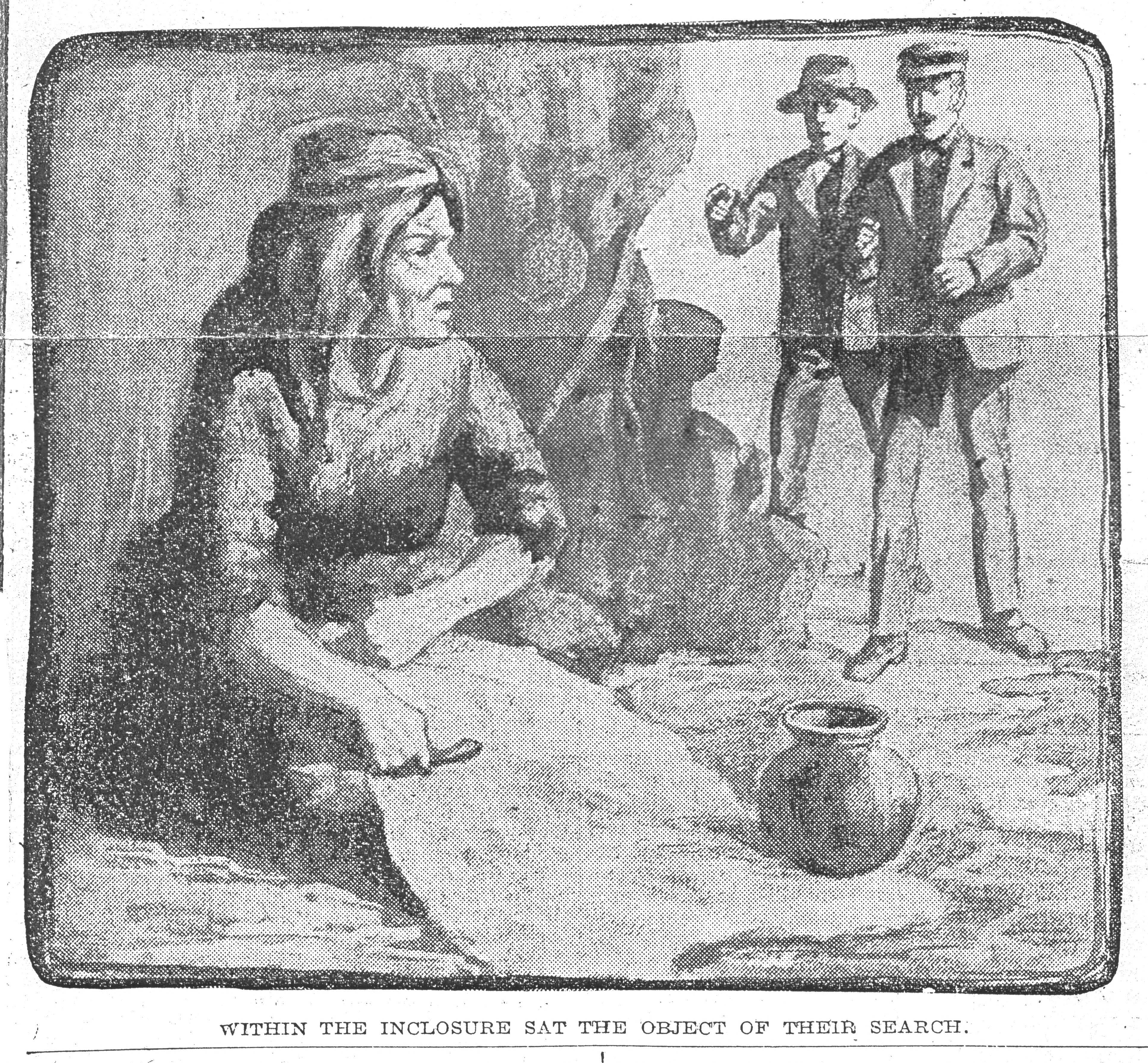
Desenho representando Juana Maria, de 1901

Segundo Emma Hardacre, existem relatos diferentes sobre a descoberta da Mulher Solitária. A primeira é que o padre José González Rubio, da Missão Santa Barbara, ofereceu a um homem chamado Carl Dittman US $ 100 para encontrá-la. A segunda e a que parece ser a conta original de George Nidever afirma que o padre José González Rubio pagou a Thomas Jeffries US $ 200 para encontrar Juana Maria, apesar de não ter sido bem-sucedido. No entanto, os contos que Jeffries contou ao retornar conseguiram capturar a imaginação de George Nidever, um caçador de peles de Santa Bárbara, que lançou várias expedições por conta própria. Suas duas primeiras tentativas falharam em encontrá-la, mas em sua terceira tentativa, no outono de 1853, um dos homens de Nidever, Carl Dittman, descobriu pegadas humanas na praia e pedaços de gordura de foca que foram deixados para secar. Investigações posteriores levaram à descoberta de Juana Maria, que morava na ilha em uma cabana rústica parcialmente construída com ossos de baleia. Ela estava vestida com uma saia feita de penas de corvos-marinhos esverdeados. Acreditava-se que ela também morava em uma caverna próxima.
Posteriormente, Juana Maria foi levada para a Missão Santa Barbara, mas só conseguiu se comunicar com os três ou quatro membros restantes de sua tribo. Os índios locais de Chumash não conseguiam entendê-la, então a missão enviou um grupo de Tongva que anteriormente vivia na ilha de Santa Catalina, mas eles também não tiveram êxito. Quatro palavras e duas músicas gravadas de Juana Maria sugerem que ela falava uma das línguas uto-astecas nativas do sul da Califórnia, mas não está claro a que ramo está relacionado. Um estudo da lingüista Pamela Munro, da Universidade da Califórnia, em Los Angeles, com foco nas palavras e canções, sugere que seu idioma era mais parecido com o dos Luiseños do norte de San Diego County e dos Juaneños perto de San Juan Capistrano. Ambos os grupos negociados com os ilhéus de San Nicolas e seus idiomas podem ter tido alguma influência. Essa evidência, quando considerada como um todo, sugere que Juana Maria era uma nativa Nicoleño.

### Vida na missão de Santa Barbara

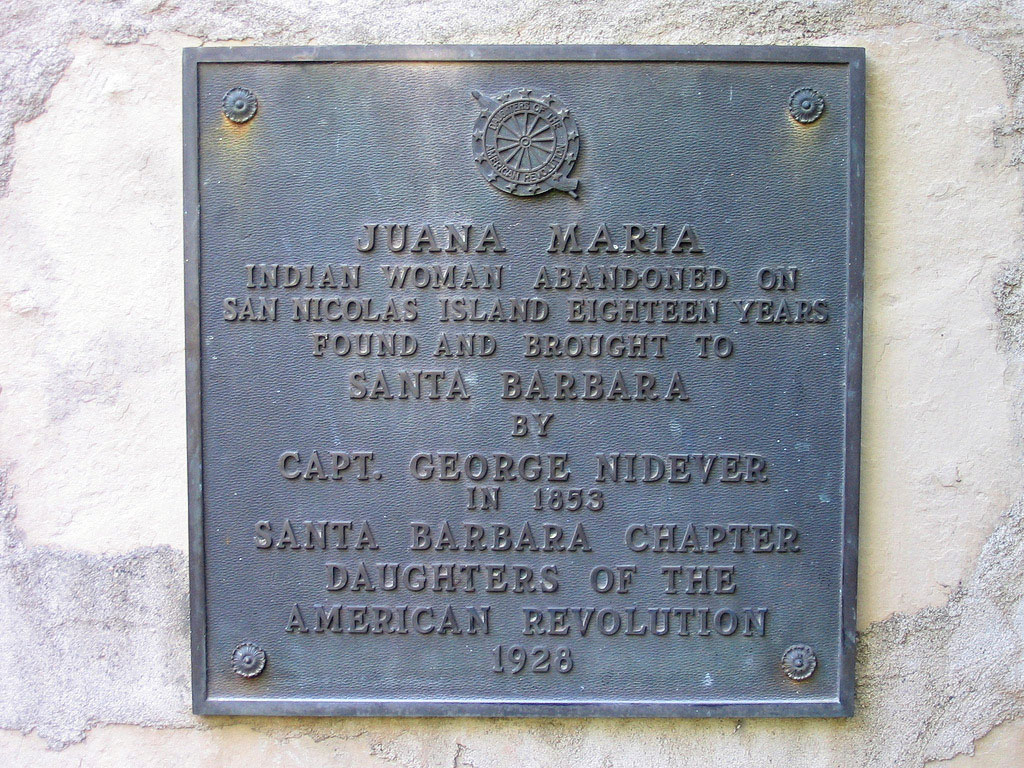
Uma placa comemorativa de Juana Maria no cemitério de Santa Barbara Mission, colocada pelas Filhas da Revolução Americana em 1928.

Juana Maria ficou fascinada e extasiada ao chegar, maravilhada com a visão de cavalos, além de roupas e alimentos europeus. Ela foi autorizada a ficar com Nidever, que a descreveu como uma mulher de "estatura média, mas bastante grossa... Ela devia ter cerca de 50 anos, mas ainda era forte e ativa. Seu rosto era agradável enquanto ela sorria continuamente. Seus dentes estavam inteiros, mas desgastados pelas gengivas."
Aparentemente, Juana Maria desfrutou de visitas de curiosos residentes de Santa Bárbara, cantando e dançando para seu público. Uma das músicas que Juana Maria cantou é popularmente chamada de "Toki Toki". O conhecimento dessa música veio de um homem de Ventureño chamado Malquiares, um caçador de lontras que se juntara à expedição de Nidever à ilha e que ouvira Juana Maria cantá-la. Mais tarde, Malquiares recitou as palavras para seu amigo Fernando Kitsepawit Librado (1839-1915). As palavras da música são as seguintes:

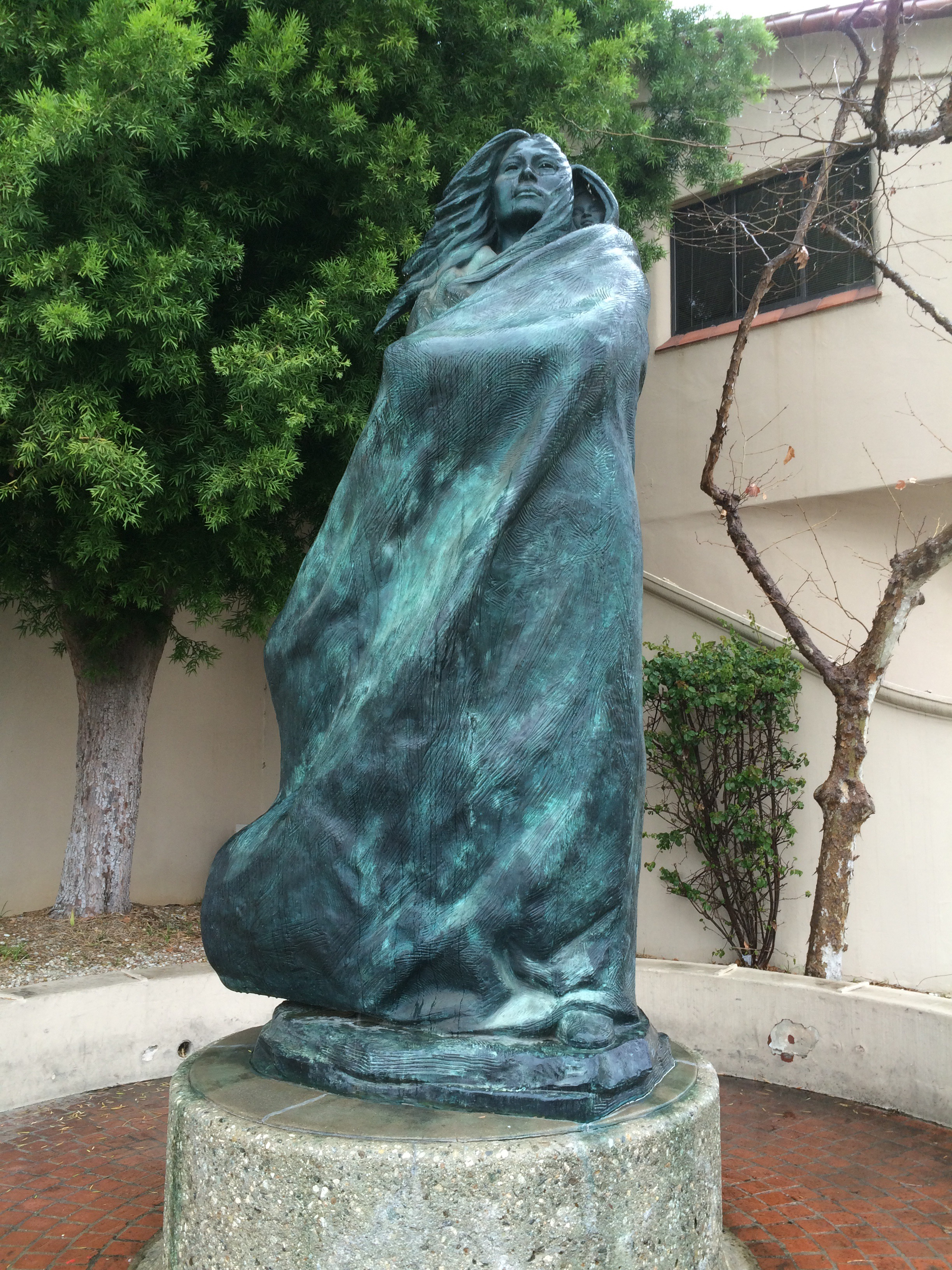
Estátua de Juana Maria e criança em Santa Barbara, Califórnia, no cruzamento da State Street e Victoria Street.

Librado recitou as palavras para um índio cruzado chamado Aravio Talawiyashwit, que os traduziu como "vivo contente porque consigo ver o dia em que quero sair desta ilha"; no entanto, dada a falta de qualquer outra informação no idioma de Juana Maria, a precisão dessa tradução é duvidosa, ou talvez fosse um palpite intuitivo. O antropólogo e linguista John Peabody Harrington gravou Librado cantando a música em um cilindro de cera em 1913.

O texto a seguir foi publicado por um escritor anônimo no Daily Democratic State Journal de Sacramento em 13 de outubro de 1853:
A mulher selvagem que foi encontrada na ilha de San Nicolas, a cerca de 70 quilômetros da costa, a oeste de Santa Bárbara, está agora no último local e é encarada como uma curiosidade. Afirma-se que ela está entre 18 e 20 anos sozinha na ilha. Ela existia em moluscos e na gordura da foca, e vestia as peles e penas de patos selvagens, que costurava junto com os tendões da foca. Ela não sabe falar nenhum idioma conhecido, é bonita e tem meia-idade. Ela parece estar contente em sua nova casa entre as boas pessoas de Santa Barbara.
Apenas sete semanas depois de chegar ao continente, Juana Maria morreu de disenteria em Garey, Califórnia. Nidever alegou gostar de milho verde, legumes e frutas frescas, depois de anos de poucos alimentos carregados de nutrientes que causaram a doença grave e, finalmente, fatal. Antes de morrer, o padre Sanchez a batizou e batizou com o nome espanhol Juana Maria. Ela foi enterrada em uma cova não identificada no lote da família Nidever no cemitério da Missão Santa Barbara. O padre González Rubio fez a seguinte entrada no Livro dos Enterros da Missão: "Em 19 de outubro de 1853, dei enterro eclesiástico no cemitério aos restos mortais de Juana Maria, a indiana trazida da ilha de San Nicolas e, como não havia ninguém que Para entender sua língua, ela foi batizada condicionalmente pelo padre Sanchez." Em 1928, uma placa em comemoração a ela foi colocada no local pelas Filhas da Revolução Americana.
A cesta de água de Juana Maria, roupas e vários artefatos, incluindo agulhas para ossos trazidas da ilha, faziam parte das coleções da Academia de Ciências da Califórnia, mas foram destruídas no terremoto e incêndio em San Francisco, em 1906. Seu vestido de penas de corvos-marinhos foi aparentemente enviado ao Vaticano, mas parece ter sido perdido.

## Achados arqueológicos
Em 1939, os arqueólogos descobriram a cabana de ossos de baleia de Juana Maria no extremo norte de San Nicolas, o ponto mais alto da ilha. A localização da cabana correspondia exatamente às descrições deixadas por Nidever. Em 2012, o arqueólogo Steven J. Schwartz relatou ter encontrado um local que pode ter sido a caverna de Juana Maria. Em 2009, o arqueólogo da Universidade de Oregon, Jon Erlandson, encontrou duas caixas de pau-brasil ao estilo Nicoleño erodindo de um penhasco do mar, cobertas por uma costela de baleia e associadas a várias garrafas de água tecidas revestidas com asfalto e ameaçadas de destruição por tempestades de inverno. O local está localizado na costa noroeste de San Nicolas, onde acredita-se que Juana Maria tenha passado muito tempo. As caixas, resgatadas por Erlandson, René Vellanoweth, Lisa Thomas-Barnett e Troy Davis, continham mais de 200 artefatos, incluindo pingentes de ossos de pássaros, pratos de conchas de abalone e ganchos de peixe, ornamentos de pedra-sabão, abridores de arenito, ocre vermelho, um arpão Nicoleño ponta, pontos de projétil de vidro e artefatos de metal e várias dicas de arpões de alternância do Alasca. Em 2012, o arqueólogo da Marinha Steven Schwartz, trabalhando com Vellanoweth e seus alunos da California State University, em Los Angeles, encontrou e descobriu os restos enterrados da caverna indiana há muito perdida, onde Juana Maria também pode ter vivido. A pesquisa arqueológica na caverna foi interrompida, no entanto, a pedido da Banda Pechanga dos índios Luiseno, que reivindica afiliação cultural com os antigos moradores da ilha.

## Legado
A Ilha dos Golfinhos Azuis, de Scott O'Dell, foi amplamente baseada na história de Juana Maria. A protagonista do romance, Karana, suporta muitas das provações que Juana Maria deve ter enfrentado enquanto estava sozinha em San Nicolas. Na versão cinematográfica do romance de 1964, a atriz americana Celia Kaye interpretou Karana. 